# Venlo (stacja kolejowa)
Venlo – stacja kolejowa w Venlo, w holenderskiej prowincji Limburgia. Stacja została otwarta w 1865, posiada 3 perony i jest ostatnią na tej linii kolejowej przed granicą holendersko-niemiecką.